# いいもり月の丘温泉
いいもり月の丘温泉（いいもりつきのおかおんせん、英語表記 : imori tsukino oka onsen）は、長崎県諫早市飯盛町の月の丘公園内に位置する日帰り入浴施設である。一般財団法人諫早市施設管理公社が指定管理者として運営している。

## 泉質
飯盛町出身の医学博士の浦野勝美と浦野善一郎の浦野兄弟が8740万円の寄付金を拠出し掘削された。彼らの苗字から「浦野温泉源」と名付けられた。泉質はナトリウム-塩化物泉。

## 施設
第三水曜日、大晦日と正月は休業。
営業時間は、朝10:00 - 夜9:00
コンクリート建築の2階建てで、1階には受付と土産物等を販売する売店。2階はサウナや露天風呂を備えた浴室、家族風呂、歩行湯、食堂、休憩室などがある。歩行湯では水着の着用が必要で、有料での貸し出しも行っている。

## 料金
公式サイトを参照

## アクセス
住所　長崎県諫早市飯盛町平古場279番地
郵便番号　〒 854 - 1111
車での利用　長崎市街から40分、諫早インターチェンジと諫早市街地より20分、喜々津駅より15分
長崎県営バスを利用し、諫早バスターミナルから江の浦行きで30分、三本松バス停下車徒歩10分。または長崎県営バスターミナルから江の浦行きで60分、石原道バス停下車徒歩15分。